# Alexander Jensen
Alexander Jensen, född 24 augusti 2001, är en dansk fotbollsspelare som spelar för IF Brommapojkarna.

## Klubbkarriär
Jensen spelade som ung i Midtjylland men gick sommaren 2016 till Vejles U15-lag. Under 2020 flyttades han upp i A-laget. I september 2020 värvades Jensen av Fredericia, där han skrev på ett treårskontrakt.
I januari 2023 värvades Jensen av IF Brommapojkarna, där han skrev på ett treårskontrakt. Jensen tävlingsdebuterade den 20 februari 2023 i en 2–1-förlust mot Örebro SK i gruppspelet i Svenska cupen. Han gjorde allsvensk debut den 1 april 2023 i en 3–1-förlust mot Djurgårdens IF.

## Landslagskarriär
Jensen har spelat två landskamper för Danmarks U16-landslag.